# Lahm (Wilhelmsthal)

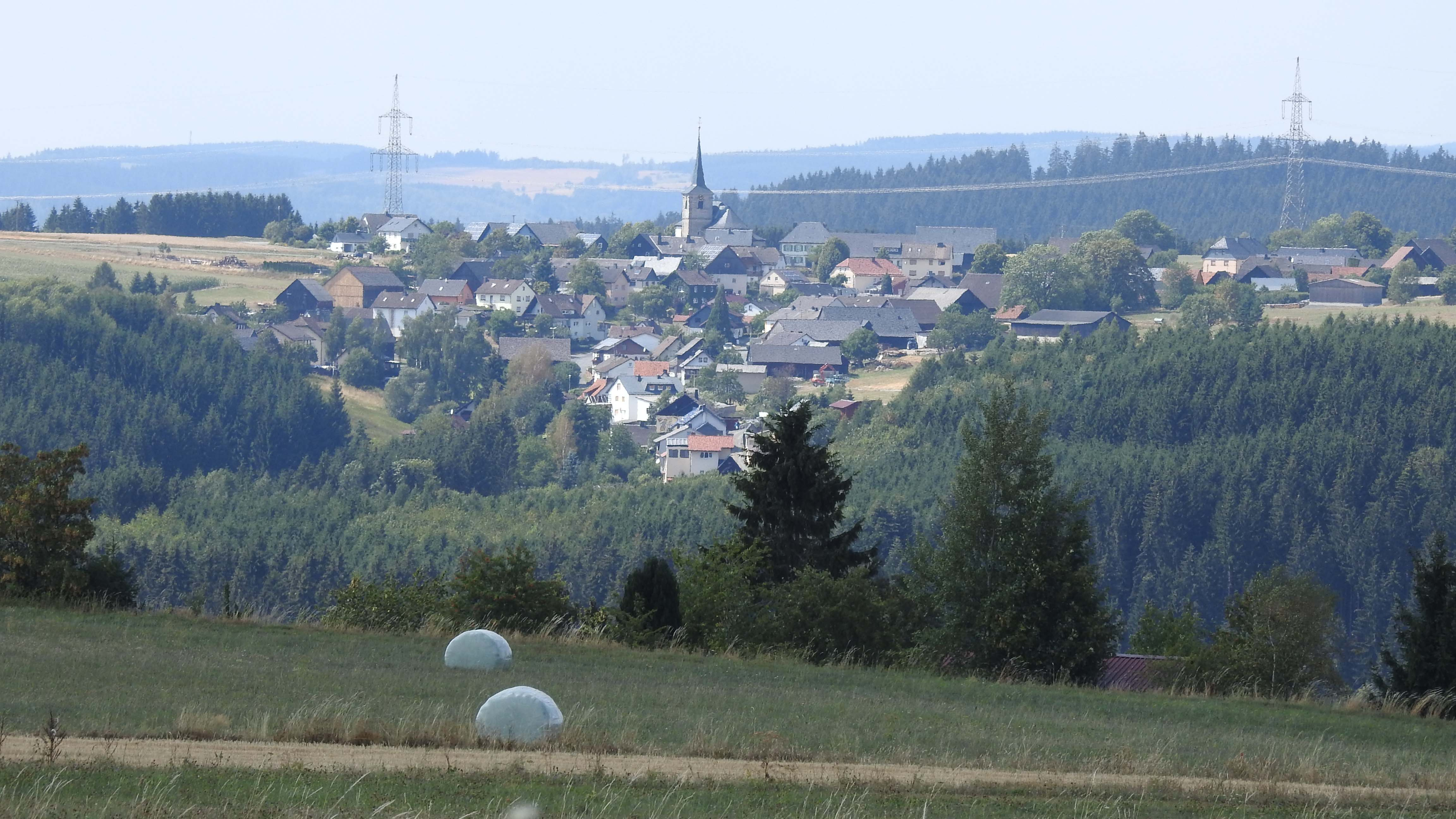
Lahm von Osten

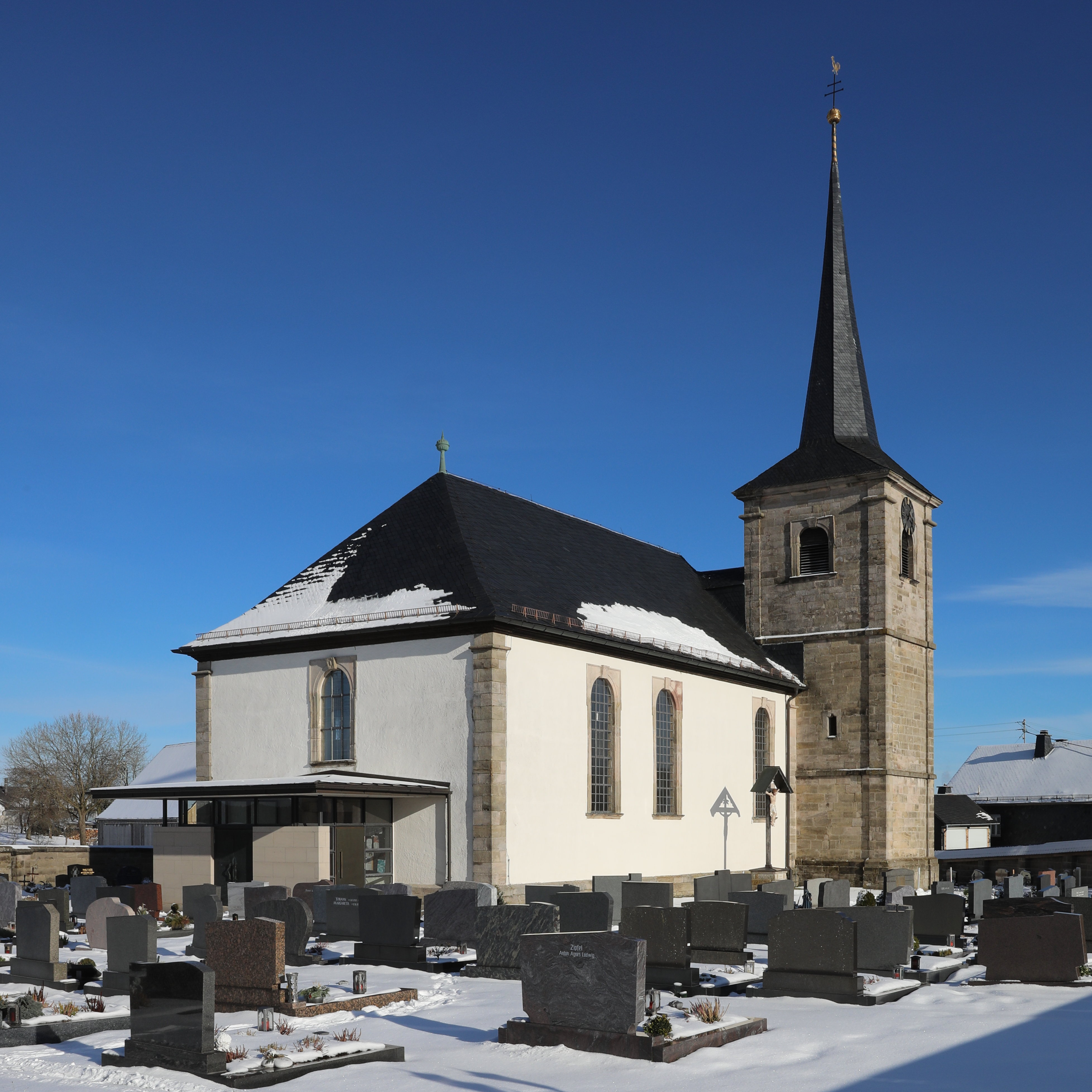
St. Aegidius

Lahm ist ein Gemeindeteil von Wilhelmsthal im oberfränkischen Landkreis Kronach in Bayern.

## Geographie
Das Pfarrdorf liegt im Naturpark Frankenwald auf einem Höhenrücken. Es entwickelte sich als ein historisches Angerdorf in Sattellage mit Waldhufenflur. Der große Dorfanger bildet zusammen mit Kirche, Pfarrhaus und dem großen, früheren Schulhaus in unmittelbarer Nähe das Zentrum. Die Anwesen, Dreiseitanlagen und Hakenhöfe, sind rund um die Dorfmitte angeordnet. Von ihnen ausgehend verlaufen Flurstreifen (sogenannte Hufen) parallel bis zur Gemarkungsgrenze. Die Staatsstraße 2200 führt nach Hesselbach (1,8 km südlich) bzw. nach Effelter (2,9 km nordöstlich). Eine Gemeindeverbindungsstraße führt zur Untergrümpelmühle (1,3 km südöstlich).

## Geschichte
Im Jahr 1187 übergab der Bamberger Bischof Otto II. dem Kloster Langheim ein Stück Land im Nortwald, der mittelalterlichen Bezeichnung für die Waldgebirge in Nordostbayern. Die Abtei trieb die Erschließung der damals noch von dichtem Wald bedeckten und weitgehend unbesiedelten Region im Norden des Bistums Bamberg voran. Es entstanden nicht in den feuchten von Auwäldern verwachsenen Tälern, sondern zunächst auf den bewaldeten Hochflächen in Rodungsinseln die ersten Siedlungen. In die Zeit zwischen 1187 und 1210 fällt wohl auch die Gründung von Lahm. Die Pfarrkirche wurde schon 1323/28 als „ecclesia parrochialis“ bezeugt.
Im Jahr 1575 bestand Lahm aus 13 Gütern, 1676 hatte der Ort 36 Haushaltungen. Schulunterricht wurde 1644 gehalten und ein Schulhaus ließ die Kirchenverwaltung erst 1684 errichten. Seit 1726 feiert die Kirchengemeinde jährlich das Skapulierfest.
Gegen Ende des 18. Jahrhunderts bildete Lahm mit der Kremnitzschneidmühle, Obergrümpelmühle und Untergrümpelmühle eine Realgemeinde bestehend aus 35 Anwesen. Das Hochgericht übte das bambergische Centamt Kronach aus. Die Dorf- und Gemeindeherrschaft hatte das Vogteiamt Kronach. Grundherren waren das Kastenamt Kronach (3 Güter, 18 halbe Güter, 3 Tropfsölden, 4 Tropfhäuser, 2 Mahlmühlen, 1 Schneidmühle), die Pfarrei Lahm (2 Söldengüter) und das Gotteshaus Lahm (2 halbe Güter). Neben den Anwesen bestanden noch die Pfarrkirche, der Pfarrhof, das Schulhaus, ein Gemeindehirtenhaus, eine Gemeindeschmiede und ein halbes Gut, das zu der Zeit unbewohnt war.
Im Jahr 1801 gab es unverändert die Pfarrkirche, den Pfarrhof, das Schulhaus, das Gemeindehirtenhaus und die Gemeindeschmiede mit einem Haus, zusätzlich 33 weitere Häuser, 32 Stadel, zwei Mahlmühlen mit Haus und Stadel an der Grümpel und einer Schneidmühle an der Kremnitz. Der Dorfzehnt gehörte zu 2⁄3 der Hofkammer des Hochstifts Bamberg und zu 1⁄3 dem Pfarrer. Lahm, das zum Hochstift gehörte, ging durch den Reichsdeputationshauptschluss im Jahr 1803 zusammen mit den restlichen Gebieten des Hochstifts in den Besitz des Kurfürstentums Bayern über.
Mit dem Ersten Gemeindeedikt wurde 1808 der Steuerdistrikt Lahm gebildet, zu dem Geschwend, Grümpel, Hesselbach, Kremnitzschneidmühle, Neuenbach, Obergrümpelmühle, Untergrümpelmühle und Wilhelmsthal gehörten. Mit dem Zweiten Gemeindeedikt entstand 1818 die Ruralgemeinde Lahm, zu der Kremnitzschneidmühle, Obergrümpelmühle und Untergrümpelmühle gehörten. Sie war in Verwaltung und Gerichtsbarkeit dem Landgericht Teuschnitz zugeordnet und in der Finanzverwaltung dem Rentamt Rothenkirchen (1919 in Finanzamt Rothenkirchen umbenannt). 1837 wurde Lahm dem Landgericht Nordhalben überwiesen. Von 1862 bis 1880 und von 1888 bis 1931 gehörte Lahm zum Bezirksamt Teuschnitz, von 1880 bis 1888 und ab 1931 zum Bezirksamt Kronach (ab 1939 Landkreis Kronach). Die Gerichtsbarkeit blieb beim Landgericht Nordhalben (1879 in das Amtsgericht Nordhalben umgewandelt), seit 1929 ist das Amtsgericht Kronach zuständig. Die Finanzverwaltung übernahm 1929 das Finanzamt Kronach. Die Gemeinde hatte eine Fläche von 5,956 km².
Am 1. Mai 1978 wurde die Gemeinde Lahm im Zuge der Gebietsreform in Bayern in die Gemeinde Wilhelmsthal eingegliedert.

### Baudenkmäler
- Katholische Pfarrkirche St. Ägidius. Die Kirche befindet sich am höchsten Punkt des Dorfes. Um die Kirche herum gruppieren sich Pfarrhaus, ehemaliges Schulhaus und die Pfarrhofstelle sowie der Friedhof. Das Gotteshaus wurde in den Jahren 1722 bis 1726 neu errichtet und erst 1770 durch Weihbischof Josef Heinrich geweiht. Die einschiffige Barockkirche ist ein Saalbau mit Sandsteingliederungen und Walmdach. Sie hat einen eingezogenen, runden Chor und einen Chorseitenturm. Der dreigeschossige, 30 Meter hohe Turm besteht aus Sandsteinquadern und hat einen Spitzhelm. Das Hofportal aus Sandstein von 1741 stammt von Johann Jakob Michael Küchel.[9]
- Pfarrhaus
- Drei Bildstöcke

Die folgenden Häuser listete Tilmann Breuer in dem Buch Landkreis Kronach von 1964 mit ihren ursprünglichen Hausnummern auch als Kunstdenkmäler auf. Sie werden in der Denkmalschutzliste nicht geführt, da sie entweder nicht aufgenommen, abgerissen oder stark verändert wurden.
- Haus Nr. 2: Eingeschossiger Wohnstallbau mit Satteldach, 18. Jahrhundert, Wohnteil verschieferter Blockbau, auf der Hofseite profilierte Balkenköpfe, profiliertes Hauptgesims unter dem Giebel.[10]
- Haus Nr. 3: Eingeschossiger Wohnstallbau mit Satteldach, 18. Jahrhundert, Wohnteil verschieferter Blockbau, auf der Hofseite profilierte Balkenköpfe, profiliertes Hauptgesims unter dem Giebel. Stallteil massiv erneuert.[10]
- Haus Nr. 18: Zugehörig zweigeschossiges, verschiefertes Nebengebäude, 18./19. Jahrhundert, mit Walmdach.[10]
- Haus Nr. 21: Zweigeschossiger Wohnstallbau, wohl erste Hälfte des 19. Jahrhunderts, mit Frackdach; bis auf dem massiven Stallteil verschiefert.[10]
- Haus Nr. 29: Eingeschossiger Wohnstallbau mit Satteldach, 17./18. Jahrhundert, verschieferter Blockbau mit profilierten Gesims unter dem Giebel, nur ein kleiner Teil des Stalles massiv erneuert.[10]
- Haus Nr. 31: Zweigeschossiger Wohnstallbau mit Halbwalmdach, der Sturz sowohl der Wohnungstür als auch der Stalltür bezeichnet JM 1835, Flügel der Wohnungstür mit Blumekörebn geschnitzt. Stall aus Sandsteinquadern, das übrige verschiefert.[10]

### Einwohnerentwicklung
Gemeinde Lahm
| Jahr | Einwohner | Häuser | Quelle |
| ---- | --------- | ------ | ------ |
| 1840 | 300       |        | [ 12 ] |
| 1852 | 308       |        | [ 12 ] |
| 1855 | 312       |        | [ 12 ] |
| 1861 | 308       |        | [ 13 ] |
| 1867 | 299       |        | [ 14 ] |
| 1871 | 321       | 43     | [ 15 ] |
| 1875 | 309       |        | [ 16 ] |
| 1880 | 307       |        | [ 17 ] |
| 1885 | 305       | 47     | [ 18 ] |
| 1890 | 282       | 46     | [ 19 ] |
| 1895 | 268       |        | [ 12 ] |
| 1900 | 246       | 47     | [ 20 ] |

| Jahr | Einwohner | Häuser | Quelle |
| ---- | --------- | ------ | ------ |
| 1905 | 255       |        | [ 12 ] |
| 1910 | 259       |        | [ 21 ] |
| 1919 | 274       |        | [ 12 ] |
| 1925 | 273       | 48     | [ 22 ] |
| 1933 | 270       |        | [ 23 ] |
| 1939 | 253       |        | [ 23 ] |
| 1946 | 284       |        | [ 23 ] |
| 1950 | 289       | 52     | [ 24 ] |
| 1952 | 304       |        | [ 23 ] |
| 1961 | 311       | 55     | [ 7 ]  |
| 1970 | 287       |        | [ 25 ] |

Pfarrdorf Lahm
| Jahr      | 001818 | 001861 | 001871 | 001885 | 001900 | 001925 | 001950 | 001961 | 001970 | 001987 | 002015 |
| Einwohner | 126    | 287    | 298    | 282    | 232    | 258    | 277    | 302    | 277    | 292    | 256    |
| Häuser    | 38     |        |        | 43     | 44     | 46     | 50     | 53     |        | 67     |        |
| Quelle    | [ 6 ]  | [ 13 ] | [ 15 ] | [ 18 ] | [ 20 ] | [ 22 ] | [ 24 ] | [ 7 ]  | [ 25 ] | [ 26 ] | [ 1 ]  |

## Religion
Der Ort war bis zur ersten Hälfte des 20. Jahrhunderts rein katholisch. Seit 1726 ist eine Skapulierbruderschaft in Lahm belegt.  Eine katholische Bekenntnisschule gab es seit dem 19. Jahrhundert. Die Katholiken sind nach St. Ägidius gepfarrt, die Protestanten nach Christuskirche (Kronach).